# あみん
あみんは、岡村孝子と加藤晴子の2人による女性歌手グループ。ローマ字表記は「Aming」。
歌うときは、向かって左側に岡村、右側に加藤が立つ（コンサートでは曲目によって立ち位置が入れ替わることもある）。岡村の歌う主旋律に加藤がハーモニーを加える曲が多い。
1980年代前半にシングル4枚とオリジナルアルバム2枚をリリースののち活動休止、2007年に活動を再開した。

## 来歴

### 結成まで
岡村孝子は愛知県岡崎市に生まれ、1980年3月に愛知県立岡崎北高等学校を卒業。1浪後の1981年4月、名古屋市千種区の椙山女学園大学に入学した。加藤晴子は豊川市に生まれ、1981年3月に愛知県立小坂井高等学校を卒業。同年4月に岡村と同じ椙山女学園大学に入学した。星が丘キャンパスで、岡村が入学時に履修届の書き方を加藤に尋ねたのが2人の出会ったきっかけである。
岡村が加藤に自作の曲を聞かせたことで、2人は意気投合して、デュオを結成することになった。デュオ名は、さだまさしの楽曲「パンプキン・パイとシナモン・ティー」（1979年のアルバム『夢供養』収録）に登場する喫茶店「安眠（あみん）」から採った。当初は「亜未夢」という漢字を当てていたものの「あくむ」などと誤読されることが多かったため、平仮名表記にし、大学に入学した1981年に『あみん』を結成した。これらの経緯から「あみん」というユニット名はインディーズ時代から名乗っていたものであるため、当然ながらさだ本人の了承は得ていなかった。このことについてあみんが『ザ・ベストテン』に初登場した際に司会の久米宏がさだに連絡したところ、「自分の曲が独り歩きしてくれるのは嬉しいこと」と容認の返答を得たという。

### デビューから活動休止まで（1981年 - 1983年）
1981年秋、あみんは第22回ヤマハポピュラーソングコンテスト（通称ポプコン）に「琥珀色の想い出」で出場。本選（全国大会）へは進めなかったが、中部北陸大会で優秀曲賞を受賞した。ちなみに、このとき同じブロックからアラジンの「完全無欠のロックンローラー」が本選に進み、グランプリを獲得した。
1982年春、第23回ポプコンに「待つわ」で出場、5月16日の本選に進出、グランプリを獲得した。
同年7月25日、「待つわ」で日本フォノグラムよりレコードデビュー。1982年唯一のミリオンセラー（109万枚）を記録した。あまりの有名さと分刻みのスケジュールで、大学の授業に出ると教授から「芸能人は来るな」と教室を追い出されたというエピソードもあった。同年12月31日には『第33回NHK紅白歌合戦』に出場した。
1983年4月25日、1枚目のアルバム『P.S. あなたへ…』をリリースした。他のアーティストからの提供曲も歌わせたいというレコード会社側の意向と、できるだけ多く自作曲を歌いたいという当人の意向が衝突し、当初は前年10月にリリースする予定だったものを延期して、あみん側の意向を通し、オリジナル曲中心の構成となった。同年5月から全国6か所で初ツアーも行った。
この頃から、加藤が活動を辞める意思を示した。学業に専念したい、というのに加えて「芸能界は私のいる場所ではない」が動機だった。岡村も加藤に同意した。岡村は後に、「私が半ば強引に誘ってデビューした。ハコ（加藤）の気持ちを尊重したかった。別の人と組んでとレコード会社の人に言われたけど、ハコ以外の人とのあみんは考えられなかった」と振り返っている。
結局、1983年12月18日、愛知県勤労会館のコンサートが最後の活動となった。このコンサートがファイナルであることは敢えて公表されず、翌々日の12月20日にリリースしたアルバム『メモリアル』をもって休止ということになっている。アルバム『メモリアル』は、前作とは対照的に、全曲がヤマハ音楽振興会所属・出身アーティストによる既発表曲のカバーであった。

### 休止期間（1984年 - 2006年）
岡村は大学を中退、ソロデビューして現在に至る。詳細は岡村孝子の項を参照。なお、4枚のシングルを編曲した萩田光雄は岡村のソロ活動開始後も引き続き編曲・プロデュースを担当している。
加藤は大学を卒業後、テレビ東京に就職、のち結婚し、一般人の主婦として生活を送る。
岡村がソロデビューした後も、プライベートでは岡村・加藤の交流は続いていた。加藤の娘は長年、母親がかつて歌手としてヒット曲を出したことを知らず、岡村からの電話を母親に取り次ぐことがあっても、相手が有名なシンガーソングライター「岡村孝子」だとは知らなかったという。
2002年、岡村のリクエストにより、デビュー20周年記念シングル『天晴な青空』にコーラスとして加藤が参加する。同年9月6日、渋谷公会堂でおこなわれた岡村のコンサート「DO MY BEST」ツアー最終日のアンコールに加藤が登場し、あみんを一夜限りで再結成して「待つわ」を歌った。ただし、当時から半音下げたキーによる演奏だった。その模様は、岡村のライブDVD『Encore V 〜20th Anniversary Concert Tour, '02 DO MY BEST〜』に収録されている。
NHK『夢・音楽館』（2005年）で、岡村はあこがれのさだまさしと初共演した。岡村はソロ時代は一切音楽番組の出演を断っていたが、さだの共演とのことで出演した。同年の岡村のコンサートもNHKのBSで放送後、視聴者からDVD発売や再放送等の反響が大きくなった。さらにこれが縁となり、さだとのコラボレーションによるシングル「銀色の少女」（2006年）が発表され、加藤との共演が再び実現した。2006年12月16日、岡村のソロコンサート『Christmas Picnic』のアンコールで加藤が飛び入り出演し、あみんとしての活動を2007年より再開することが発表された。結果、岡村のテレビでのさだとの出演が、あみん再結成のきっかけとなった。

### 活動再開（2007年 - ）
2007年6月20日付けでBMG JAPAN（岡村が所属しているレーベルでもある）よりリリースのシングル「ひまわり／待つわ'07」（うち「待つわ'07」は、レコードデビュー曲の新録音）で活動を再開し、同年7月25日にはアルバム『In the prime』をリリース、これに続き同年8月24日から9月15日のコンサートツアー『25th Anniversary “Aming” Concert Tour 2007』を実施した。
同年7月11日にはまた、およそ25年ぶりに「あみん」としてNHK総合テレビの音楽番組『SONGS』に出演し、「夢をあきらめないで」「待つわ'07」「ひまわり」を歌った。番組では、ライブだけでなく、母校である椙山女学園大学星が丘キャンパスを訪問し、互いに宛てた手紙を披露するVTRも挿入され、ある時期から全く別の人生を歩いてきた2人が、さまざまな経験をして再び結成するまでの道のりを描いた。
同年12月19日、1980年代（活動休止前）の発表曲をまとめた『P.P.S. あなたへ…』（デジタル・リマスタリング音源）と、9月15日のコンサートを収録したライブDVD『25th Anniversary Aming Concert Tour 2007 In the prime 〜ひまわり〜』がリリースされた。DVDには、『SONGS』に出演した際に歌唱収録されたままお蔵入りとなった「銀色の少女 〜あみんVersion〜」の映像がボーナストラックとして収録されている。
同年12月31日、『第58回NHK紅白歌合戦』に出場した。年明けに発表された個人別視聴率では、第1部の中で上位5組に入る好記録を達成した。
2008年以降もあみんとして活動中である。
2017年8月5日、第49回思い出のメロディー（NHK総合）に出演し、「待つわ」を披露し、これが、9年ぶりのテレビ（生放送）出演となった。

## ディスコグラフィー

### シングル
| # | タイトル            | 発売日     | 備考 |
| - | ------------------- | ---------- | --- |
| 1 | 待つわ              | 1982.07.21 | 第23回ヤマハポピュラーソングコンテスト グランプリ獲得曲 1982年のオリコン年間ヒットチャート第1位獲得 第33回NHK紅白歌合戦 歌唱楽曲 |
| 2 | 琥珀色の想い出      | 1982.12.08 | 第22回ヤマハポピュラーソングコンテスト 優秀曲賞                                                                                  |
| 3 | 心こめて 愛をこめて | 1983.04.06 | |
| 4 | おやすみ            | 1983.11.01 | 80年代のラスト・シングル |
| 5 | ひまわり/待つわ'07  | 2007.06.20 | デュオ再結成第1弾シングル 「待つわ'07」は、第58回NHK紅白歌合戦 歌唱楽曲                                                          |
| 6 | 未来へのたすき      | 2008.07.23 | NHKラジオ『ラジオ深夜便』'08年7月-9月深夜便のうた                                                                                |

### アルバム
| # | タイトル        | 発売日     | 備考                                                                   |
| - | --------------- | ---------- | ---------------------------------------------------------------------- |
| 1 | P.S. あなたへ…  | 1983.04.25 | 「待つわ」はアルバム・ヴァージョンで収録                               |
| 2 | メモリアル      | 1983.12.20 | ヤマハ音楽振興会所属アーティストの楽曲カヴァー集                       |
| 3 | In the prime    | 2007.07.25 | 実に25年ぶりのオリジナル・アルバム                                     |
| 4 | P.P.S あなたへ… | 2007.12.19 | 80年代のシングル・アルバム曲を完全網羅 25年周年記念ライヴDVDと同時発売 |
| 5 | 未来へのたすき  | 2008.10.22 | 岡村孝子・加藤晴子のソロ楽曲も収録                                     |

※1982～1983年にリリースされたアルバムは、CD化にあたりポニーキャニオンから再発売された（「CD選書」など）。

### ベストアルバム
| # | タイトル                                       | 発売日     | 備考                           |
| - | ---------------------------------------------- | ---------- | ------------------------------ |
| 1 | あみん NEW BEST                                | 1993.04.25 | 全16曲、フィリップスより発売   |
| 2 | ベストコレクション                             | 1999.03.25 | 全15曲、テイチクより発売       |
| 3 | ポプコン・スーパー・セレクション あみん ベスト | 2003.03.26 | 全16曲、キングレコードより発売 |
| 4 | ポプコン・マイ・リコメンド あみん              | 2006.12.21 | 全18曲、キングレコードより発売 |
| 5 | スーパー・ベスト あみん                        | 2010.10.08 | 全14曲、TSUTAYAなどで発売      |

### 映像作品
| # | タイトル                                                           | 発売日   | 備考                       |
| - | ------------------------------------------------------------------ | -------- | -------------------------- |
| 1 | 25th Anniversary Aming Concert Tour 2007 In the prime 〜ひまわり〜 | 07.12.19 | 再結成後初のツアーを映像化 |

## 出演

### テレビ
- 第49回思い出のメロディー（2017年8月5日）- 9年ぶりのテレビ出演

### NHK紅白歌合戦出場歴
| 年度/放送回               | 回 | 曲目      | 出演順 | 対戦相手       |
| ------------------------- | -- | --------- | ------ | -------------- |
| 1982年（昭和57年）/第33回 | 初 | 待つわ    | 03/22  | 近藤真彦       |
| 2007年（平成19年）/第58回 | 2  | 待つわ'07 | 12/27  | すぎもとまさと |

注意点
- 出演順は「出演順/出場者数」で表す。

### CM
- 日本楽器 マイバンド（1983年）